# Roesbrugge-Haringe
Roesbrugge-Haringe est une section de la ville belge de Poperinge située en Région flamande dans la province de Flandre-Occidentale. C'était une commune à part entière avant la fusion des communes de 1977.

## Démographie

### Évolution démographique
- Sources : INS, Rem. : 1831 jusqu'en 1970 = recensements, 1976 = nombre d'habitants au 31 décembre[2].

## Géographie
Voici une vue panoramique de l'ancien village de Roesbrugge.

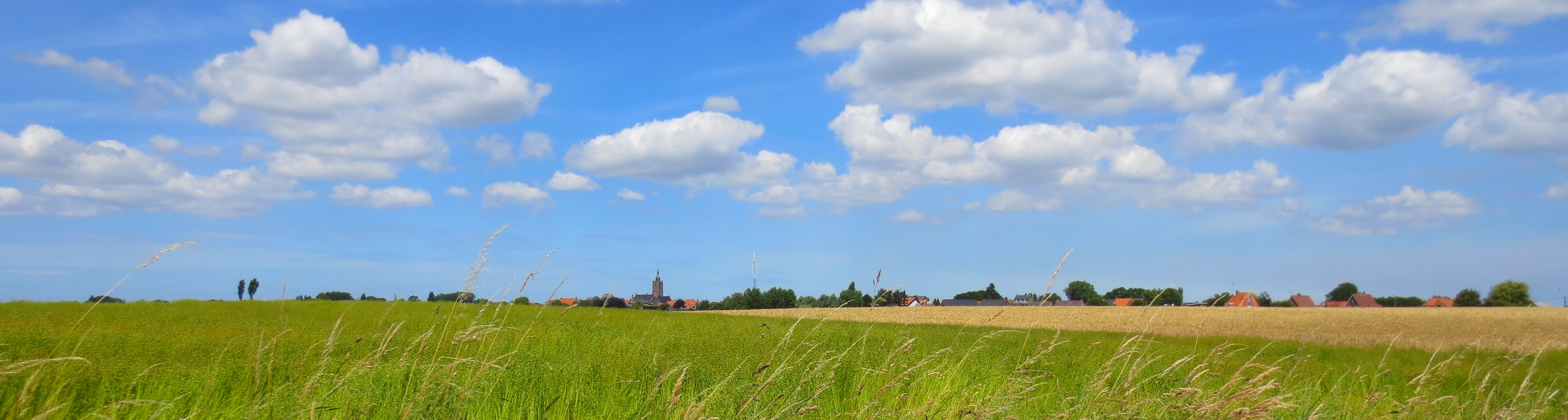
Roesbrugge

## Patrimoine
- Abbaye de la Nouvelle-Plante
Elle existe sous le patronage de Notre-Dame. Établie à l'origine à Roesbrugge, l'abbaye a été transférée à Ypres en 1588[3].

- L'église et la paroisse de Roesbrugge portent le nom de Saint-Martin (en néerlandais : Sint-Martinus). L'église est construite entre 1806 et 1837. L'église Saint-Martin était à l'origine une église romane dont il reste des arcs, sa tour  et sa crypte, découverte lors de la restauration de 1976. L'orgue (1778) a été construit par le célèbre facteur d'orgue de Peteghem de Gand avec des sculptures d'Elshoecht de Bergues. Située à la frontière franco-belge, cette zone était le champ de contrebande pour les passeurs, « blauwers ». Le Karel de Blauwermonument (R. Ryon, 1980) rend hommage à cette épopée, au cours de laquelle les habitants ont tenté d'adoucir leur dure existence quotidienne à travers cette profession en marge.